# Nelson Algren
Nelson Algren, celým jménem Nelson Ahlgren Abraham, (28. března 1909 Detroit – 9. května 1981 Sag Harbor) byl americký spisovatel.
Narodil se v Detroitu, jeho matka byla německá Židovka a jeho otec Švéd, který konvertoval k judaismu. Od tří let žil v Chicagu, kde vystudoval žurnalistiku na Univerzitě Illinois v Urbana Champaign. V době velké hospodářské krize vystřídal různé příležitostné práce a byl také vězněn za krádež. Za druhé světové války bojoval v Evropě.
Ve své tvorbě uplatnil znalost poměrů v chudinských čtvrtích amerických velkoměst. Jeho nejúspěšnější knihou je syrový příběh vězně a narkomana Muž se zlatou paží, který v roce 1955 zfilmoval Otto Preminger s Frankem Sinatrou v hlavní roli. Román Špacír po divokejch končinách zfilmoval v roce 1962 Edward Dmytryk.
Třikrát vyhrál O. Henryho cenu. Za román Muž se zlatou paží získal National Book Award a v roce 1981 byl zvolen do American Academy of Arts and Letters.
Byl známý radikálně levicovými názory, na protest proti vietnamské válce odmítal platit daně. Angažoval se také v hnutí za revizi procesu s Rubinem Carterem. Udržoval dlouholetý milostný vztah se Simone de Beauvoir, která ho zobrazila v románu Mandaríni. Své postoje vysvětlil v posmrtně vydané esejistické knize Nonconformity: Writing on Writing.
List Chicago Tribune uděluje Cenu Nelsona Algrena za nejlepší povídku. Wayne Kramer mu věnoval píseň „Nelson Algren Stopped By“.

## Dílo
- Neónová divočina (česky 1969)
- Špacír po divokejch končinách (česky 2003)